# Tour de Romandía 2007
La 61.ª edición del Tour de Romandía se disputó del 1 de mayo al 6 de mayo de 2007 con un recorrido de 667,1 km dividido en un prólogo inicial y 5 etapas, con inicio en Friburgo y final en Lausana.
El vencedor fue el neerlandés Thomas Dekker, cubriendo la prueba a una velocidad media de 38,2 km/h.

## Etapas[1]
| Etapa   | Recorrido                  | Km    | Ganador          |
| Prólogo | Friburgo                   | 3,5   | Paolo Savoldelli |
| 1.ª     | Friburgo-La Chaux-de-Fonds | 157,8 | Markus Fothen    |
| 2.ª     | La Chaux-de-Fonds-Lucens   | 166,9 | Robbie McEwen    |
| 3.ª     | Moudon-Charmey             | 162,6 | Matteo Bono      |
| 4.ª     | Charmey-Morgins            | 155,9 | Igor Antón       |
| 5.ª     | Lausana                    | 20,4  | Thomas Dekker    |

## Clasificaciones
Así quedaron los diez primeros de la clasificación general de la segunda edición del Tour de Romandía
| \| 1. \| Thomas Dekker \| Países Bajos \| 17h 27'02" \| \| \| 2. \| Paolo Savoldelli \| Italia \| + 11" \| \| \| 3. \| Andrey Kashechkin \| Kazajistán \| + 34" \| \| \| 4. \| Cadel Evans \| Australia \| + 43" \| \| \| 5. \| Chris Horner \| Estados Unidos \| + 46" \| \| \| 6. \| Roman Kreuziger \| República Checa \| + 1'35" \| \| \| 7. \| Igor Antón \| España \| + 1'51" \| \| \| 8. \| Andy Schleck \| Luxemburgo \| + 1'53" \| \| \| 9. \| Sylwester Szmyd \| Polonia \| + 1'55" \| \| \| 10. \| Janez Brajkovič \| Eslovenia \| + 2'00" \| \| |                   |                 |            |  |
| 1. | Thomas Dekker     | Países Bajos    | 17h 27'02" |  |
| 2. | Paolo Savoldelli  | Italia          | + 11"      |  |
| 3. | Andrey Kashechkin | Kazajistán      | + 34"      |  |
| 4. | Cadel Evans       | Australia       | + 43"      |  |
| 5. | Chris Horner      | Estados Unidos  | + 46"      |  |
| 6. | Roman Kreuziger   | República Checa | + 1'35"    |  |
| 7. | Igor Antón        | España          | + 1'51"    |  |
| 8. | Andy Schleck      | Luxemburgo      | + 1'53"    |  |
| 9. | Sylwester Szmyd   | Polonia         | + 1'55"    |  |
| 10. | Janez Brajkovič   | Eslovenia       | + 2'00"    |  |

| \| 1. \| Thomas Dekker \| Países Bajos \| 43 puntos \| \| 2. \| Paolo Savoldelli \| Italia \| 35 puntos \| \| 3. \| Markus Fothen \| Alemania \| 32 puntos \| \| 4. \| Chris Horner \| Estados Unidos \| 32 puntos \| \| 5. \| Cadel Evans \| Australia \| 31 puntos \| |                  |                |           |
| 1. | Thomas Dekker    | Países Bajos   | 43 puntos |
| 2. | Paolo Savoldelli | Italia         | 35 puntos |
| 3. | Markus Fothen    | Alemania       | 32 puntos |
| 4. | Chris Horner     | Estados Unidos | 32 puntos |
| 5. | Cadel Evans      | Australia      | 31 puntos |

| \| 1. \| Laurent Brochard \| Francia \| 64 puntos \| \| 2. \| Chris Anker Sørensen \| Dinamarca \| 42 puntos \| \| 3. \| Eros Capecchi \| Italia \| 30 puntos \| \| 4. \| Gorazd Stangelj \| Eslovenia \| 18 puntos \| \| 5. \| Marco Pinotti \| Italia \| 18 puntos \| |                      |           |           |
| 1. | Laurent Brochard     | Francia   | 64 puntos |
| 2. | Chris Anker Sørensen | Dinamarca | 42 puntos |
| 3. | Eros Capecchi        | Italia    | 30 puntos |
| 4. | Gorazd Stangelj      | Eslovenia | 18 puntos |
| 5. | Marco Pinotti        | Italia    | 18 puntos |